# Edward Constant Séguin
Edward Constant Séguin, MD (20 de janeiro de 1843; Paris,França - 19 de fevereiro de 1898; Nova York,EUA)  foi um neurologista americano e fundador da American Neurological Association em 1875. Ele era um médico e professor do College of Physicians and Surgeons em Nova York.
Séguin era filho de Édouard Séguin, um dos pioneiros na educação de crianças com deficiência mental. Edward C. nasceu em Paris, França, e em 1850, devido a distúrbios políticos na França, a família emigrou para os Estados Unidos e se estabeleceu em Cleveland, Ohio. Edward recebeu sua educação inicial em Cleveland e Portmouth. Em 1861, a família mudou-se para Nova York e ele começou os estudos médicos no College of Physicians and Surgeons. Quando a Guerra Civil Americana começou, Edward C. serviu como costureiro e cadete médico, retomando seus estudos no final da guerra. Ele recebeu seu diploma de médico em 1864 e permaneceu no Exército dos Estados Unidos. De 1865 a 1867, ele serviu como estagiário no Hospital de Nova York. Ele sofria de uma doença pulmonar e saiu do hospital. Ele voltou ao Exército para uma missão e foi estacionado no Novo México, onde recuperou a saúde.
Séguin esteve em Paris de 1869 a 1870 para estudar doenças do sistema nervoso. Ele estudou com Charles-Édouard Brown-Séquard e Jean-Martin Charcot. Ao retornar a Nova York em 1870, ele ingressou na prática de William Draper, um médico proeminente a quem introduziu a prática da termometria. No ano seguinte, Séguin foi nomeado para a cadeira de Doenças do Sistema Nervoso do Colégio de Médicos e Cirurgiões, e fundou sua clínica neurológica. Em 1876, ele deixou a prática.
Séguin publicou muitos artigos sobre assuntos neurológicos e sobre neurose. Uma grande coleção de suas palestras foi publicada sob o título de Opera Minora. Em 1873, ajudou Brown-Séquard a editar a revista Archives of Scientific and Practical Medicine, que durou pouco tempo. Em 1879, ajudou a fundar a revista Archives of Medicine. Ele era ativo dentro da Associação para a Proteção dos Insanos, uma organização de neurologistas e profissionais médicos com o objetivo de melhorar o atendimento aos pacientes em hospitais psiquiátricos.
Em 1882, sua esposa sofreu uma depressão severa e atirou e matou seus três filhos e ela mesma. Após esta tragédia, Séguin voltou para a Europa, onde trabalhou com neurologia. Quando voltou aos Estados Unidos, passou um ano em Providence, Rhode Island, e visitava regularmente seus pacientes em Nova York. Em 1885, ele retomou sua prática em Nova York, mas renunciou ao cargo de professor. Ele se aposentou da prática médica em 1896.
Séguin morreu em 1898 de cirrose hepática .

## Trabalho
- Séguin, Edward C. Spinal Paralysis of the Adult . Appleton and Co. New York, 1874.
- Séguin, Edward C. Hysterical Symptoms in Organic Nervous Affections . Nova York: John F. Trow & Son, impressores, 1875.
- Séguin, Edward C. Uma contribuição clínica para o estudo da coreia pós-paralítica: uma contribuição para o estudo das lesões cerebrais localizadas . Nova York: GP Putnam's Sons, 1877.
- Séguin, Edward C. Educação Médica Superior em Nova York: II. Reorganização do Corpo Médico dos Hospitais . Nova York: GP Putnam's Sons, 1881.
- Séguin, Edward C. Educação Médica Superior em Nova York: III. O sistema de ensino clínico nas faculdades . Nova York: GP Putnam's Sons, 1881.
- Séguin, Edward C. O método americano de administração de iodeto de potássio em doses muito grandes para as lesões posteriores da sífilis, mais especialmente a sífilis do sistema nervoso . Nova York: [sn, 1884? ]
- Séguin, Edward C. Opera Minora: uma coleção de ensaios, artigos, palestras e discursos de 1866 a 1882 Inclusive . Nova York: GP Putnam's Sons, 1884. https://archive.org/details/operaminoracolle00segu
- Séguin, Edward C. Uma contribuição para a patologia do cerebelo . Nova York: JH Vail & Co., 1887.
- Séguin, Edward C. Lectures on Some Points in the Treatment and Management of Neuroses . Nova York: Appleton, 1890. https://archive.org/details/lecturesonsomepo00segu